# Jean Duprat (homme politique, 1936)
Pour les articles homonymes, voir Jean Duprat et Duprat.
Jean Duprat, né le 12 novembre 1936 à Lannemezan (Hautes-Pyrénées) et mort le 24 avril 2018 à Tarbes,, est un homme politique français.

## Biographie
D'abord suppléant de François Abadie, Il est député Radical de Gauche de 1981 à 1986, conseiller régional de Midi-Pyrénées et adjoint au maire de Tarbes. Enfin, il est maire de Barbazan-Dessus de 2001 à 2014.